# 北朝鮮による日本人拉致事件

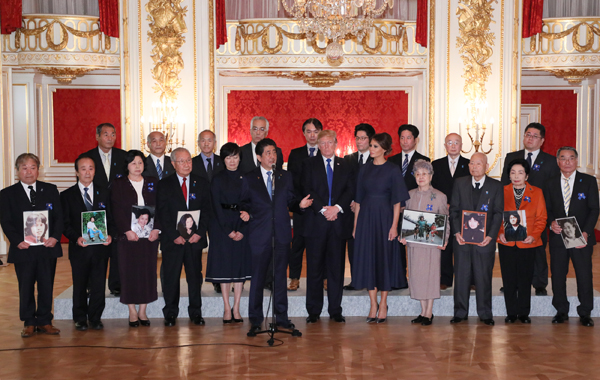
拉致被害者家族と内閣総理大臣の安倍晋三・アメリカ大統領のドナルド・トランプ（2017年11月6日、迎賓館赤坂離宮）

北朝鮮による日本人拉致事件（きたちょうせんによるにほんじんらちじけん）とは、北朝鮮工作員などによって多くの日本人が、日本国内やヨーロッパから北朝鮮に拉致された事件である。

## 概要

### 拉致事件の分類
北朝鮮に拉致された日本人を救出するための全国協議会（通称、「救う会」）では、それぞれの拉致事件を次のように分類している。
(1) 工作員日本人化教育の教官とその配偶者にさせるために拉致されたケース
- 横田めぐみ（1977年）
- 田中実（1978年）
- 田口八重子（1978年）
- 地村保志・浜本富貴恵（1978年）
- 蓮池薫・奥土祐木子（1978年）
- 市川修一・増元るみ子（1978年）

(2) 拉致した日本人を工作員として使おうとしたケース
- 石岡亨（1980年）
- 松木薫（1980年）
- 有本恵子（1983年）

(3) 実行犯工作員が当人になりすますために拉致する、いわゆる「背乗り拉致」
- 宇出津事件の久米裕（1977年）
- 辛光洙事件の原敕晁（1980年）

(4) 以上にあてはまらない、もしくは拉致目的が不明なケース
- 松本京子（1977年）
- 曽我ミヨシ・曽我ひとみ（1978年）

### 拉致事件の背景
2002年（平成14年）9月、内閣総理大臣の小泉純一郎が北朝鮮を訪問したことで実現した日朝首脳会談において、北朝鮮の最高指導者である金正日は、1970年代から1980年代にかけての拉致事件の背景として、
1. 被害者の身分を利用した韓国への不正入国（日本旅券の取得）
2. 特殊機関での工作員への日本語指導（日本人化教育）

の2点を挙げた。
元北朝鮮工作員で脱北した安明進は、日本人拉致の原点は北朝鮮の掲げる最高目標「朝鮮半島の赤化統一」にあり、「最高目標のためには手段を選ばず実行」する方針にもとづき、工作員を南の分断国家である韓国へ送り込んで、韓国各界に協力者をつくり、増殖させながら革命に向けた工作活動を展開することにあると指摘している。
平壌留学の経験もある関西大学の李英和は、1950年代から1960年代にかけては、日本から在日韓国・朝鮮人が拉致されたケースが少なくなかったと述べ、具体例として、平壌留学中に出会ったある在日男性から次のような告白を聞いたことを証言している。
李英和は、在日が忽然と姿を消しても日本人ほどの騒動にはならないという計算も働いていただろうと分析している。なお、李英和は帰国直前の1992年11月に朝鮮社会科学院の教官から、詳細な「拉致講義」を受けている。
しかし、1974年の在日韓国人による韓国大統領暗殺未遂事件、すなわち文世光事件で状況は一変する。

### 金正日による謝罪と釈明
金正日は、小泉に対し、以下のように特殊機関の一部が日本人拉致した事実を認め、謝罪した。ただし、1977年、北朝鮮の工作員たちに対し「マグジャビ」（手当たり次第）に外国人を誘拐するよう命じたのは金正日その人であった。
そして、処罰したとされるのが、チャン・ボンリムとキム・ソンチョルであった。2人は1998年、職権濫用を含む6件の容疑で裁判にかけられ、チャンは死刑、キムは15年の長期教化刑に処せられたという。しかし、この2人は対外情報調査部の副部長であって、作戦部副部長ではない。チャンとキムは1997年8月の「調査部事件」で粛清された2人であって、拉致問題とはまったく関係のない人物であった。また、対外情報調査部は工作船を有しておらず、工作船を用いた拉致は労働党作戦部でなければ実行不可能である。したがって、日本人拉致問題の責任を負うべきは、拉致の指示を出した金正日自身以外では、作戦部長の呉克烈だったはずである
日本側の安否確認に対しては、北朝鮮側は地村保志、浜本富貴恵、蓮池薫、奥土祐木子の4人の生存を明らかにし、横田めぐみ、田口八重子、市川修一、増元るみ子、原敕晁、松木薫、石岡亨、有本恵子の8人を「死亡」と発表した。 さらに、日本側も把握していなかった曽我ひとみの拉致・生存と、横田めぐみの娘の生存も明らかにした。 久米裕、曽我ミヨシについては入国自体を確認できないとした。

## 日本人拉致事件
日本政府が認定した拉致被害者は久米裕、横田めぐみ、田口八重子、浜本富貴恵、地村保志、蓮池薫、奥土祐木子、市川修一、増元るみ子、曽我ひとみ、曽我ミヨシ、松木薫、石岡亨、有本恵子、原敕晁、田中実、松本京子（肩書・年齢は当時、敬称略。被害者家族の決断により実名報道されている）の17人。このうち、浜本、地村、蓮池、奥土、曽我ひとみの5名は日本に帰国している。
2007年（平成19年）4月12日、警察庁はこれに加え北朝鮮工作員と結婚した日本人女性の子供2人（当時長女が6歳と長男が3歳）が1974年（昭和49年）6月中旬に行方不明になった事案について、複数人の工作員関係者からの証言などから「北朝鮮による拉致被害者と断定した」と正式発表した（2児拉致事件）。よって同事案は政府認定拉致被害者にかかる拉致事件と同様に政府認定の拉致事件であるが、被害者たる子供2人が朝鮮籍であり、日本国民であることを要件とする拉致被害者支援法の認定基準には該当しないため、子供2人は拉致被害者としては認定されていない（2020年12月現在）。

### 宇出津事件
- 1977年（昭和52年）9月19日拉致
- 被害者：東京都三鷹市役所勤務警備員男性、久米裕（1925年2月17日 - 当時52歳）
- 実行犯：金世鎬（国際手配中）、李秋吉
- 石川県宇出津海岸付近にて失踪
- 北朝鮮側は久米の入国を完全否認しているが、北朝鮮工作員に包摂され土台人にされた在日朝鮮人の李秋吉が「45歳から50歳位の日本人独身男性を探せ」との指示を受け、かねてから知り合いであった久米を海岸に連れ出し、工作船で迎えに来た別の北朝鮮工作員に同人を引き渡した事実が判明している[11]。この1件だけでも「拉致したのは13人だけ」との北朝鮮の主張は嘘であることが分かると指摘されている。警視庁公安部と石川県警は主犯格のキム・セホを国際手配 し、北朝鮮に対し所在確認と身柄の引き渡しを要求している。なお、この事件で石川県警警備部は押収した乱数表から暗号の解読に成功した[11]ことが評価され、1979年に警察庁長官賞を受賞している。この事実は長年秘匿事項とされ、単に朝鮮半島に向けて不法に出国をした日本人がいたという小さな話題として報道された。このことが、日本海沿岸部に居住する国民の防犯意識を弛緩させ、後述の拉致事件を招いたとする論調も一部にある。ただし、乱数表およびその解読の事実を公開した場合は、工作員による事件関係者の抹殺や、新たな情報の収集困難を招き、ひいては事件解決が困難になるリスクも伴い、警察庁の立場からは安易に公開に踏み切るわけにはいかない事情があったことも考慮する必要がある。なお、李は起訴猶予処分となり日本への帰化を許され、日本国民・大山秋吉として現在も東京都内で自営業を営んでいる。

### 松本京子拉致事件
- 1977年（昭和52年）10月頃
- 被害者：会社員、松本京子（1948年9月7日 - 当時29歳）
- 実行犯：不明
- 1977年（昭和52年）10月29日午後8時頃、自宅近くの編み物教室に向かうため外出。近所の住人が同日夜に男と見られる2人と話している松本を目撃。話しかけたところ2人のうちの1人から殴りかかられた。その直後に、サンダルの片方を残して失踪。北朝鮮側は、入国を確認できなかったと主張している。日本国内の会社関係者が北朝鮮の貿易会社に電話した際、「キョウコ」と名乗る女性が対応したとの証言がある。また脱北者により北朝鮮では清津市に居住していたとの情報がもたらされているほか、失踪直前に沖合いにて不審船が目撃されていたとの情報もある。2013年（平成25年）5月、ラオスで拘束され北朝鮮に強制送還された脱北者9名の中に松本の子息が含まれている可能性がある、と韓国の一部マスコミが報じたが、脱北を手配した人物に接触した韓国政府がこれを否定した。韓国の拉致被害者家族が組織する「拉北者家族会」は、松本は北朝鮮で結婚したが子供はおらず[12]、2011年（平成23年）頃清津から平壌に移されたとの情報を得ていることを公表、韓国の国家情報院も同様の見方をとっている[13]。しかしこれらの情報について日本政府は「捜査中」であるとの理由から見解を公表していない。
- 拉致被害者認定：2006年（平成18年）11月20日

### 横田めぐみ拉致事件
- 1977年（昭和52年）11月15日拉致
- 被害者：新潟の女子中学生、横田めぐみ（1964年10月5日 - 当時13歳）
- 実行犯：辛光洙、丁順権
- 新潟県新潟市において新潟市立寄居中学校からの下校途中に自宅付近（現中央区西大畑町、新潟大学付属新潟小学校前）にて失踪。新潟県警は、失踪直後から誘拐事件として捜査を行ったが、何の手がかりも得られなかった。失踪から約18年後、1995年6月に韓国の情報機関高官が朝日放送記者である石高健次に、脱北した北朝鮮工作員から聞いた話として拉致された女子中学生の話を述べ、石高はその話を「現代コリア」1996年10月号に載せた。1996年12月、現代コリア研究所所長の佐藤勝巳が新潟市の公務員宿舎での講演後に懇親会でこの記事に言及した際、同席していた新潟県警の警察官から、その少女は1977年に失踪した横田めぐみのことではないかとの声が挙がり、その後同定された。1997年1月、めぐみの両親である横田滋・早紀江夫妻にこのことが伝えられ、メディアでも報道されるようになった。
- 北朝鮮側の説明によれば、横田めぐみは1986年に結婚し、1987年に一児（キム・ウンギョン）を出産するも、1994年4月（2002年10月の報告では「1993年3月」としていたが後に訂正）に入院先の病院で自殺、1997年に火葬したとしている。2004年11月の日朝実務者協議を通じ、横田めぐみ本人の「遺骨」として提供された骨の一部からは、DNA鑑定の結果、別人のDNAが検出された（「ニセ遺骨問題」も参照）。遺体は未確認。2006年6月29日に行なわれた会見で、横田めぐみの夫とされる金英男は、「めぐみは1994年に自殺した」と述べた。この発言について、彼女の両親である横田滋・早紀江夫妻は「予想通りの証言。こういうことを平気で言わせる国（北朝鮮）にはらわたが煮えくり返るばかりだ」とした。また、官房長官の安倍晋三（当時）も「発言内容は信憑性がない」とした。
- 帰国した拉致被害者たちの証言によると、1978年（昭和53年）8月18日から1980年（昭和55年）頃まで平壌市内で曽我ひとみと同居し、1984年（昭和59年）頃には平壌郊外の中和郡忠龍里にある日本人居住地で同じく拉致被害者である田口八重子および工作員女性1名（金淑姫）と同居していたとされている[14]。1986年（昭和61年）に平壌へ転居した後、1994年（平成6年）頃までは地村夫妻や蓮池夫妻と同じ地区で暮らしていたとされている[14]。
- 1997年には、朝鮮労働党書記の一人が朝鮮総連を通さずに直接当時の橋本政権に対し非公式に横田めぐみの生存を伝えたという報道[15]がなされたことがあり（通知が事実であれば当然のことながら1994年死亡という自らの説明と矛盾する）、横田めぐみの火葬をしたとされる「オボンサン火葬場」も、火葬をした1997年当時には無く1999年に建設されたものだと複数人の脱北者が証言している[16]。また、帰国した地村富貴恵が「（自殺より後の）1994年6月にめぐみさんが隣に引っ越してきた」と証言している[17]。また2011年には、韓国自由先進党議員の朴宣映が脱北者から得た北朝鮮高官の話として「横田めぐみは生存しており、知ってはいけないことを知りすぎたため日本に帰すことができず、他人の遺骨を日本側に渡した」とする証言を日本政府に伝えている[18][19]。さらに週刊朝鮮の報道によって2005年に作成された平壌市民約210万人分の個人情報名簿に横田めぐみとみられる記載があったことも確認されている[20]。なお、失踪直後に自宅近くの日本海の方から暴走族の爆音に似た音を近隣住民の多くが聞いていることがわかっており、ジャーナリストの石高健次は、1971年の加賀市沖不審船事件同様に不審船から発せられた船舶用ディーゼルエンジンの音ではないかと推測している。
- 横田めぐみは北朝鮮で金賢姫の同僚工作員金淑姫に日本語の指導を行っていたとされる[21]

### 田中実拉致事件
- 1978年（昭和53年）6月頃
- 被害者：元ラーメン店店員、田中実（1949年7月28日 - 当時28歳）
- 実行犯：不明
- 兵庫県神戸市灘区出身。1978年（昭和53年）6月、北朝鮮からの指示を受けた同店の店主である在日朝鮮人土台人によって、成田空港から日本国外に連れ出された後、ヨーロッパ経由で北朝鮮に送り込まれた[11]。1994年（平成6年）6月、在日朝鮮人男性が平壌で田中という拉致被害者と会ったと兵庫県警に証言した[11]ほか、1996年（平成8年）、別の元北朝鮮工作員が「北朝鮮工作員と『土台人』のラーメン店店主に誘い出され、ウィーンとモスクワ経由で連れて行かれた」と告白している。なお、北朝鮮側は田中が北朝鮮内に入国したことは確認できなかったと主張している。

2018年3月16日に、北朝鮮側が「入国していた」と2014年の日本側との接触の際に伝えられていた事が日本政府関係者から明らかになる。また同時に神戸市の元ラーメン店店員の金田龍光（被害者未認定）の入国も認めていた。また2019年2月には田中が妻子とともに平壌市内で生活していることや金田にも妻子がいることが北朝鮮から日本側に伝えられていたことが報道された。これらの報道は、2021年8月、当時の古屋圭司拉致担当大臣が真実であることを認め、2022年9月、当時の齋木昭隆外務事務次官も同様に認めた。
- 拉致被害者認定：2005年（平成17年）4月27日

### 田口八重子（李恩恵）拉致事件
- 1978年（昭和53年）6月29日頃拉致
- 被害者：東京の飲食店員、田口八重子（1955年8月10日 - 当時22歳）
- 関与の考えられる人物：李京雨
- 帰国した拉致被害者たちの証言によると、1984年（昭和59年）頃には平壌郊外の中和郡忠龍里にある日本人居住地で横田めぐみおよび工作員女性1名と同居していた[14]。1986年（昭和61年）に平壌へ転居し、10月には地村富貴恵と平壌市内の百貨店で会っている。蓮池薫の証言によると、その後田口八重子は敵工地と呼ばれるところに行ったとされている[14]。
- 1987年11月の大韓航空機爆破事件で有罪判決を受けた北朝鮮スパイのキム・ヒョンヒは、「李恩恵（リ・ウネ）」という女性から日本人の立ち居振る舞いを学んだと主張している。この李恩恵については金賢姫の供述を基に似顔絵が作られ、1988年（昭和63年）頃全国各地に「昭和55年以前に行方不明になったこの女性を知りませんか」というポスターが貼られている。その後埼玉県警警備部の調べで1991年（平成3年）に、「李恩恵」が行方不明となった田口八重子と同一人物であると推定されている。しかし彼女の家庭が複雑な事情を抱えており、まだ幼い子供のことを考慮して、家族より実名報道を控えてほしいとの要請があり、特定には時間を要した。
- 日本の警察庁から2人の担当官がソウルへ行き、ソウル大使館政治部の警察庁出身の者を同行させ金賢姫と面会した。教育に当たった李恩恵という女性は拉致された田口八重子ではないかということで、同年輩の女性の顔写真10枚ほどが準備された。田口八重子の写真をこの中に混入し、「このなかに教育に当たった女性がいるか」と金賢姫に示した。1枚1枚写真を見ていた彼女は田口八重子の顔写真を見て、「この人です」と言ったという。李恩恵は拉致された田口八重子であることが確認された。2009年3月、金賢姫は田口八重子の家族と釜山で面会した[27]。
- 地村富貴恵の証言によると、北朝鮮に上陸した際、子供が日本にいるから帰してほしいと訴えたとされている[14]。また、工作員となって海外に渡り、日本大使館に駆け込もうと計画していたが、北朝鮮側に工作員になれないと言われ断念したとされている[14]。
- 北朝鮮側の説明によれば、田口八重子は1984年に日本人拉致被害者（原敕晁）と結婚、1986年（昭和61年）の同男性の病死後、1986年（昭和61年）7月に自動車事故で死亡したとしている。しかし、北朝鮮側は遺体が洪水で流失したとしており、遺体の確認はされていない。また、李恩恵なる人物の存在を否定している。

### 福井県アベック拉致事件
- 1978年（昭和53年）7月7 - 8日拉致
- 被害者：小浜の大工見習い、地村保志（1955年6月4日 - 当時23歳）、被服店（ブティック）店員、浜本富貴恵（1955年6月8日 - 当時23歳）
- 実行犯：辛光洙
- 福井県小浜市で拉致。実行犯は北朝鮮工作員の辛光洙（シン・グァンス）である[28]。
- 2人は1979年（昭和54年）に結婚。1984年（昭和59年）から1986年（昭和61年）まで平壌郊外の中和郡忠龍里にある日本人居住地で暮らした後、平壌市内に転居している[14]。2002年（平成14年）10月に日本に「一時帰国」として返されたが、本人の意思を確認した上で、日本政府が強く保護し北朝鮮に返さなかった。2004年（平成16年）5月22日、日朝首脳会談の結果を受け、娘1人と息子2人も日本に帰国を果たした。

### 新潟県アベック拉致事件
- 1978年（昭和53年）7月31日拉致
- 被害者：中央大学法学部生、蓮池薫（1957年9月29日 - 当時20歳）、化粧品会社社員、奥土祐木子（1956年4月15日 - 当時22歳）
- 実行犯：チェ・スンチョル（国際手中配）、ハン・クムニョン（国際手配中）、キム・ナムジン（国際手配中）
- 新潟県柏崎市で拉致。「ちょっと出かける。すぐ帰る。」と言って外出したまま消息を絶つ。同様に奥土も外出したまま両名が拉致される。実行犯は北朝鮮工作員のチェ・スンチョル、ハン・クムニョン、キム・ナムジンである[28][29]。
- 2人は1980年（昭和55年）5月に結婚、1984年（昭和59年）から1986年（昭和61年）まで平壌郊外の中和郡忠龍里にある日本人居住地で暮らした後、平壌市内に転居している[14]。2002年（平成14年）10月に地村らと共に日本に帰国。2004年（平成16年）5月、残された子供（1男1女）も日本に帰国を果たした。

### 鹿児島県アベック拉致事件
- 1978年（昭和53年）8月12日拉致
- 被害者：電電公社職員、市川修一（1954年10月27日 - 当時23歳）、鹿児島の事務員、増元るみ子（1953年11月1日 - 失踪時24歳）
- 実行犯：不明
- 鹿児島県日置郡吹上町（現在の日置市）、吹上浜キャンプ場で拉致。吹上浜拉致事件とも呼ばれる[30]。
- 北朝鮮側の説明によれば、2人は1979年7月（2002年10月の報告では「1979年4月」としていたが後に訂正）に結婚したが、市川は1979年9月に海水浴場で心臓麻痺により死亡。増元も1981年に心臓麻痺のため死亡したとしている。しかし、北朝鮮側は、両人とも遺体が洪水で流失したとしており、遺体の確認はなされていない。一方、元北朝鮮工作員の安明進は、北朝鮮が死亡したとした日時の後、1988年から1991年にかけて「何回も二人を見た」と証言している。

### 曽我母子拉致事件
- 1978年（昭和53年）8月12日拉致
- 被害者（娘）: 佐渡の准看護婦、曽我ひとみ（1959年5月17日 - 当時19歳）
- 被害者（母）: 佐渡の准看護師の母、曽我ミヨシ（1931年12月28日 - 当時46歳）
- 実行犯：キム・ミョンスク
- 曽我ひとみは新潟県真野町（現：佐渡市）において母親と2人で買い物に出かけた帰り道、佐渡で拉致。1978年（昭和53年）8月18日から1980年（昭和55年）頃まで平壌市内で横田めぐみと同居した[14]後、1980年（昭和55年）8月に元アメリカ兵のチャールズ・ジェンキンスと結婚。1983年（昭和58年）6月に長女出産、1985年（昭和60年）7月に次女出産。2002年（平成14年）10月に日本に帰国。夫および2人の娘については、2004年(平成16年)5月の日朝首脳会談の結果を踏まえ、夫と子ども（2女）は北朝鮮当局の与えた虚偽情報に基づき日本行きを拒否していたが、同年7月9日、インドネシアのジャカルタにて再会し、7月18日一家4人で日本に帰国。北朝鮮は、曽我ミヨシについては、「日本国内の請負業者が拉致し曽我ひとみ一人を受け取った」と主張しているが、日本政府は、曽我ミヨシを拉致認定している。
- 曽我ミヨシは佐渡で准看護婦の娘と買い物帰りに同時に失踪。北朝鮮拉致認定。北朝鮮側は、母に関しては北朝鮮に入国していない旨を主張し関与を否定。彼女の消息は全く不明。

### 辛光洙事件
- 1980年（昭和55年）6月頃拉致
- 被害者：大阪府鶴橋中華料理店「宝海楼」勤務の調理師、原敕晁（1936年8月2日 - 当時43歳）
- 実行犯：辛光洙（国際手配中）、金吉旭（国際手配中）、李三俊
- 指示犯：姜海龍
- 宮崎県青島海岸から拉致された本件については北朝鮮工作員、辛光洙が韓国の警察当局に対し中華料理店勤務、調理師男性の拉致を認める証言をしている。本件に関連し、警視庁公安部は辛光洙を国際手配した。辛光洙は1999年12月31日恩赦により釈放。キム・デジュン政権の「非転向長期囚送還」により翌2000年9月2日北朝鮮に送還された。北朝鮮当局は、拉致実行犯は処罰したと説明しているが、一方で辛光洙は拉致実行後に金正日から大きな功績があったとして「国旗勲章1級」を授与され[31]、英雄として北朝鮮の記念切手にもなっている。
- 北朝鮮側の説明によれば、原敕晁は李恩恵（リ・ウネ）拉致事案の田口八重子と1984年に結婚するも1986年に肝硬変で死亡したとしている。しかし、北朝鮮側は1995年7月遺体が洪水で流失したとしており、遺体の確認はされていない。北朝鮮側の情報では、本人の金儲けと歯科治療の意向を受け、1980年（昭和55年）6月17日 宮崎市青島海岸から連れ去った[注釈 2]。警視庁公安部は「宝海楼」の家宅捜索を実施後、工作員の辛光洙、共犯者の金吉旭、指示役で工作機関副部長の姜海龍を国際手配し、北朝鮮に対し所在確認と身柄の引き渡しを要求している。

### 松木・石岡拉致事件
(1)1980年（昭和55年）拉致
- 被害者：京都外国語大学大学院生、松木薫（1953年6月13日 - 当時26歳）
- 実行犯：森順子・若林佐喜子（国際手配中）
- 1980年（昭和55年）5月頃、欧州にて失踪。北朝鮮側の情報では、本人が北朝鮮行きの勧めに応じたとしている。同年6月にスペインのマドリードにて拉致。松木は、石岡亨と共に「よど号ハイジャック事件」の犯人グループの妻2人（森順子・若林佐喜子）により拉致されたことが警察の調べで判明している。北朝鮮側の情報では、1996年8月23日に自動車事故で死亡したとしている。
- 2002年（平成14年）9月に派遣された日本政府調査チームは、北朝鮮側より「松木のもの」とする遺骨の提供を受けたが、法医学的鑑定の結果、別人のものであることが確認されている。また、2004年（平成16年）11月の日朝実務者協議の際に先方から提供された松木の「遺骨」である可能性があるとされた骨の一部からも、DNA鑑定の結果、別人のDNAが検出された。

(2)1980年（昭和55年）5月頃拉致
- 被害者：日本大学生、石岡亨（1957年6月29日 - 当時22歳）
- 実行犯：森順子・若林佐喜子（国際手配中）
- 1980年5月頃、欧州にて失踪。北朝鮮側の情報では、本人が北朝鮮行きの勧めに応じたとされ1980年6月スペインにて拉致。1980年4月にスペインの動物園でよど号メンバーの妻2人（森順子・若林佐喜子）と一緒に撮影された写真が存在する。
- また、石岡亨のパスポートが北朝鮮によって偽造パスポートの原本に利用され、発効日が同じで旅券番号が異なる偽造パスポートが北朝鮮工作員やよど号グループの柴田泰弘や日本赤軍の戸平和夫が使用していたことが確認されている。
- 北朝鮮側によれば、1985年12月に有本恵子と結婚、1986年に長女が誕生するが、1988年11月4日ガス中毒で一家全員死亡したとしている。1995年8月に北朝鮮側は遺体が洪水で流失したと説明しており、遺体の確認はされていない。

※ 警視庁公安部は「よど号」実行犯の妻である森順子・若林佐喜子を国際手配し、北朝鮮に対し所在確認と身柄の引き渡しを求めている

### 有本恵子拉致事件
- 1983年（昭和58年）7月頃拉致
- 被害者：神戸市外国語大学生、有本恵子（1960年1月12日 - 当時23歳）
- 実行犯：魚本公博（国際手配）、八尾恵
- 欧州にて失踪[注釈 3]。有本の拉致については、「よど号」ハイジャック犯の柴田泰弘の妻となった八尾恵が、2002年3月12日、「私が有本恵子さんを騙して北朝鮮に連れていきました」と東京地裁で証言している。警視庁公安部は「よど号」犯人の魚本公博を国際手配し、北朝鮮に対し所在確認と身柄の引き渡しを要求している。

北朝鮮側の説明によれば、有本は1985年に石岡亨と結婚、一児をもうけるも、1988年にガス中毒で一家3人全員が死亡したとしている。しかし、北朝鮮側は遺体が洪水で流失したとしており、遺体の確認はされていない。

## 関連年表
•1950年11月、金日成が3号庁舎拡大幹部会議において日本人拉致を承認する発言を行う。
- 1970年3月31日、よど号ハイジャック事件（田宮高麿らをはじめとする共産主義者同盟赤軍派に属する犯人グループ（よど号グループ）がソウル行きの日航機をハイジャックして平壌に降り立った事件）。
- 1976年、対南工作部門幹部会議において金正日は工作員の現地化教育のために外国人を積極的に拉致するよう指令。
- 1977年9月19日、石川県能登半島宇出津海岸から、警備員の久米裕（52歳）が拉致される。

- 10月21日、鳥取県米子市で会社員の松本京子（29歳）が拉致される。
- 11月15日、新潟市寄居浜付近から女子中学生の横田めぐみ（13歳）が拉致される。

- 1978年6月6日、ウィーンで田中実（29歳）が拉致される。

- 6月29日、埼玉県出身の田口八重子（22歳）が拉致される。
- 7月7日、福井県小浜市から地村保志（23歳）と浜本富貴恵（23歳）が拉致される。
- 7月31日、新潟県柏崎市で蓮池薫（20歳）と奥土祐木子（22歳）が拉致される。
- 8月12日、鹿児島県吹上町で市川修一（23歳）と増元るみ子（24歳）が拉致される。
- 8月12日、新潟県真野町で曽我ミヨシ（46歳）と曽我ひとみ（19歳）が拉致される。

- 1980年（昭和55年）1月7日、サンケイ新聞は1面トップで「アベック3組ナゾの蒸発 外国情報機関が関与?」と報じ、暗に北朝鮮による犯行であることを示唆。1月9日には「宇出津事件」を単なる密出国事件ではなく、久米裕拉致事件として1面で報道した。

- 6月、松木薫（26歳）・石岡亨（22歳）がマドリードで拉致される。

- 1983年7月、有本恵子（23歳）が欧州で拉致される。
- 1987年11月29日、大韓航空機爆破事件。
- 1988年3月26日、参議院予算委員会で梶山静六国家公安委員長が、未遂事件をふくむ一連のアベック失踪事件が「北朝鮮による拉致による疑いが濃厚」「人権侵害、主権侵害の国家犯罪であることが充分濃厚」であり、「警察庁がそういう観点から捜査を行っている」と答弁。日本政府が初めて、北朝鮮による日本人拉致事件を認めた。しかし、当時のマスコミはこの答弁を無視して報じなかった。
- 1990年9月、金丸訪朝団が金日成と面談。拉致問題は話題に出なかった。三党共同宣言（「日朝関係に関する日本の自由民主党、日本社会党、朝鮮労働党の共同宣言」）。

- 7月、平壌留学中の関西大学講師李英和が朝鮮社会科学院の教官より「拉致講義」を受ける。

- 1994年7月8日、金日成死去。
- 1995年7月-8月、北朝鮮で洪水。520万人が被災（「苦難の行軍」）。

- 1997年2月3日、失踪当時13歳だった横田めぐみの拉致疑惑が表面化。

- 3月25日、脱北した元工作員（安明進）の証言で、北朝鮮が横田めぐみを拉致したことが明らかになり、家族が実名を公表して救出運動を行なうことを決断、家族会（「北朝鮮による拉致被害者家族連絡会」）が結成される。
- 4月15日、北朝鮮拉致疑惑日本人救援議員連盟（通称「拉致議連」、会長中山正暉）の結成。
- 5月1日、日本警察庁が計7件10人を拉致認定。
- 10月8日、金正日が朝鮮労働党総書記に就任。
- 11月8日、日本人配偶者第一陣が一時帰国。

- 1998年4月、「北朝鮮に拉致された日本人を救出するための全国協議会」（通称「救う会」）の結成。

- 6月5日、朝鮮赤十字会が「行方不明者は探し出せなかった」と声明。
- 8月31日、北朝鮮が弾道ミサイル「テポドン」を発射。

- 2000年4月5日、日朝国交正常化交渉再開。

- 6月13日、南北首脳会談。

- 2001年12月17日、朝鮮赤十字会が行方不明者の調査全面中止を発表

- 12月22日、九州南西海域工作船事件。海上保安庁の巡視船が東シナ海で北朝鮮工作船を銃撃し、撃沈させる。

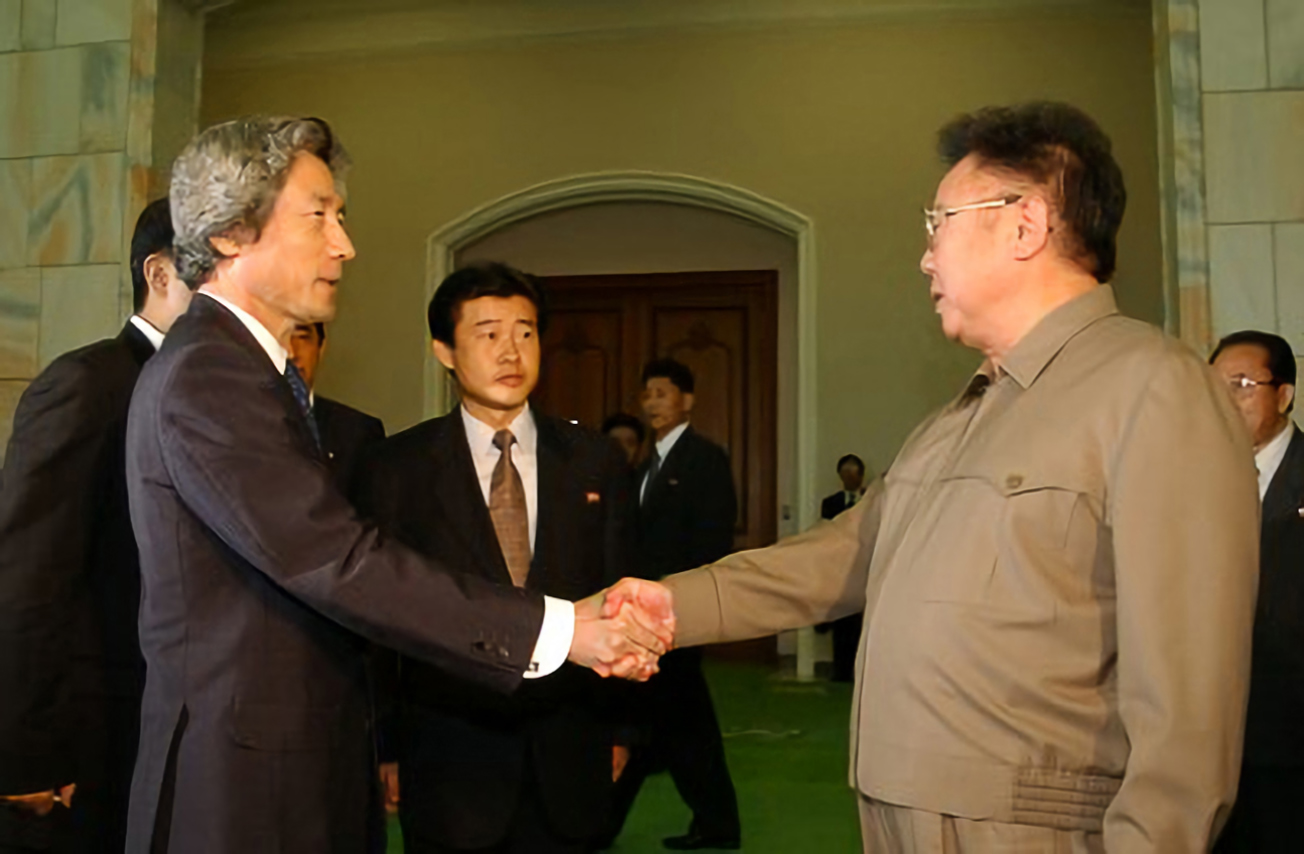
小泉純一郎と金正日（2002年9月17日）

- 2002年3月11日、よど号グループ柴田泰弘の妻だった八尾恵が東京地方裁判所で、自分がロンドンにいる有本恵子を騙して北朝鮮に連れて行ったと証言。拉致認定が8件11人に。

- 3月22日、朝鮮赤十字会が行方不明者の調査再会を発表。
- 4月11日、衆議院で「日本人拉致疑惑の早期解決を求める決議」が全会一致で採択、翌日参議院でも同様の決議が採択された。
- 4月25日、「新拉致議連」（会長石破茂）発足。
- 8月、日朝赤十字会談、外務省局長級協議開催。
- 9月17日、小泉純一郎首相の北朝鮮訪問。日朝平壌宣言。北朝鮮側が「5名生存、8名死亡」を発表。金正日は拉致事件を「一部の妄動主義、英雄主義者の仕業」であり、「祖国統一事業のために日本語教師が必要だった」として小泉首相に公式に謝罪した。
- 10月8日、警察庁が曽我ひとみ・曽我ミヨシ・石岡亨・松木薫の4人を拉致認定、計10件15人。
- 10月15日、拉致被害者5人が日本に帰国（当初は一時帰国の予定）。
- 10月29日、日朝国交正常化交渉再開（クアラルンプール）。

- 2003年1月10日、拉致された可能性を排除できない行方不明者を調べる「特定失踪者問題調査会」（通称、「調査会」）が発足。
- 2004年5月22日、小泉純一郎首相が再訪朝して第2回日朝首脳会談が開かれ、地村・蓮池夫婦の子どもたちが日本に帰国。

- 10月末、クアラルンプールでの日朝交渉の際、日本政府が非公式に松本京子、田中実の2名についての安否確認を北朝鮮に求める。北朝鮮側は、入国を確認できなかったと説明。　

- 2005年12月、国際連合が拉致をはじめとする北朝鮮の国家犯罪、人権侵害を非難する決議を初めて採択。
- 2006年9月、安倍晋三内閣が首相を本部長とする拉致問題対策本部を設置。
- 2011年9月13日、野田佳彦首相が国会演説で拉致を「我が国の主権に関わる重大な問題」と明言。

- 12月、金正日死去。

- 2014年2月、北朝鮮の人権に関する国連調査員会の報告書が公表される。それによれば、拉致や拷問など北朝鮮国家の最高指導者が決定した政策によって、広範囲にわたる「人道に対する罪」が行われ、現在も続いており、国際刑事裁判所（ICC）への付託を含め、北朝鮮の人権状況に対する国際社会の緊急行動を求めた。

- 5月28日、ストックホルム合意。北朝鮮が「拉致問題は解決済み」としてきた立場を改めて、「特別調査委員会」を設置し、拉致被害者を含む日本人行方不明者の調査を行うと約束。代わりに日本政府は独自の制裁措置の一部を解除することで合意。

- 2015年3月9日、マルズキ・ダルスマンが国連人権理事会に提出した北朝鮮人権状況国連特別報告書が公表され、3月27日、同理事会において、日本とEU（ヨーロッパ連合）が共同提出した北朝鮮人権状況決議案が賛成多数で採択された。
- 2021年10月18日、日本の第100代首相岸田文雄が家族会と面談し、「金正恩朝鮮労働党総書記と条件を付けず直接向き合う」意向を伝える。